# Ибн-Джанах, Абульвалид Мерван
Абульвалид Мерван ибн-Джанах (Aboûl-Walid Merwan ibn Djanâh или Abu al-Walīd Marwān ibn Janāḥ), также известен под именем рабби Маринус; (род. в Кордове между 985—990 гг.; ум. в Сарагосе ок. 1055) — испанский раввин (ришоним), выдающийся еврейский филолог Средних веков. Автор первого исчерпывающего труда по еврейской лексикографии и грамматике («Kitab al-Tankich»; «Книга исследования»). Считается родоначальником сравнительного языковедения в еврействе.

## Имя
Его еврейское имя было Иона — голубь; отсюда Ибн-Джанах, «крылатый».

## Биография
Образование Ибн-Джанах получил в Лусене под руководством преимущественно Исаака ибн-Саула и Исаака ибн-Джикатиллы. У первого он изучал метрику и в юности сам пытался сочинять стихи; позже, однако, Ибн-Джанах признался, что он совершенно лишён поэтического дара. Своей профессией избрал медицину и к его имени нередко присоединяется прозвище «врач». Также изучал логику, Св. Писание и еврейский язык. С уважением называл главным наставником своим в области еврейской филологии Иегуду Хаюджа. В 1012 году Ибн-Джанах совместно со многими своими согражданами был вынужден покинуть Кордову. После продолжительных странствований он поселился в Сарагосе, где и были написаны все его сочинения.

## Труды
Ибн Абу Усайбиа, биограф арабских врачей, приписывает Ибн-Джанаху составление книги о простых лекарственных средствах, их весе и дозах — «Kitab al-Talkhis».

### «Книга исследования»
«Kitab al-Tankich» («Книга исследования») — главное сочинение Ибн-Джанаха; критика невежества, которое талмудисты прикрывали плащом показного благочестия. Написано во время, когда полемика с Ибн-Нагдилой достигла апогея. Произведение посвящено изучению Библии и её языка и представляет первый исчерпывающий труд по еврейской лексикографии и грамматике. Содержание делится на две части с особым заглавием и представляющие законченное целое.
- Первая часть — «Kitab al-Luma» («Книга цветочных клумб») — снабжена интересным грамматическим вступлением ко всему сочинению[5].

Арабский подлинник «Kitab al-Luma» был издан Иосифом Деренбургом совместно с В. Бахером (Париж, 1886). Еврейский перевод книги, принадлежащий Иегуде ибн-Тиббону и озаглавленный «Sefer Rikmah», вышел в 1855 г. в издании Б. Гольдберга и Р. Кирхгейма во Франкфурте-на-М.
- Вторая часть книги — «Kitab al-Uzul» («Книга корней») — посвящена лексикографии и имеет собственное предисловие[5].

Арабский текст книги был издан Нейбауэром (Оксфорд, 1875); еврейский перевод книги, исполненный Иегудой ибн-Тиббон («Sefer ha-Schoraschim») был издан B. Бахером (Берлин, 1897). Французский перевод «Kitab al-Luma» под заглавием «Le livre des parterres fleuris» принадлежит Мецгеру (Mose Metzger; Париж, 1889).
Ввиду того, что Ибн-Джанах исключает из своего «Kitab al-Tankich» многое, что вошло в виде непреложных выводов исследований как в труды Хаюджа, так и в его собственные более ранние изыскания, и так как он не разбирает здесь вопроса о вокализации и акцентах, что, по его мнению, относится к области Масоры, то в его грамматическо-лексикографическом произведении замечаются серьёзные пропуски. Но этот недостаток искупается обилием материалов, выходящих далеко за пределы сочинения чисто грамматического и лексикографического характера: его «Kitab al-Tankich» представляет сокровищницу сведений по библейским синтаксису, риторике, герменевтике и экзегетике, обладающую огромным научным и историческим значением.